# Stanisława Zajchowska
Stanisława Zajchowska (ur. 8 czerwca 1908 w Ostrawie, zm. 1 lutego 1995) – polska geograf. 
Profesor Uniwersytetu w Poznaniu. Badania w zakresie geografii osadnictwa i regionalnej.
Wśród jej uczniów można wymienić między innymi:Benicjusza Głębockiego, Wiesława Maika, Zdzisława Kamińskiego.

## Książki
- Geografia gospodarcza europejskich krajów demokracji ludowej
- Osiągnięcia nauki polskiej w zakresie badań nad Ziemią Lubuską
- Uprzemysłowienie a struktura przestrzenno-funkcjonalna regionu konińskiego
- Województwo poznańskie